# Unité d'alcool

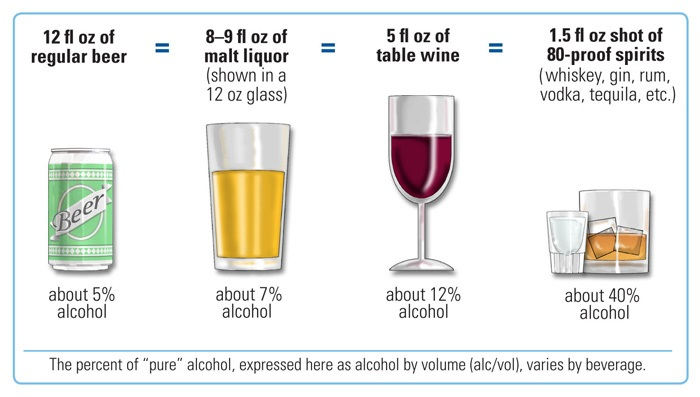
Tailles standards de boissons alcoolisées américaines (3,5 dl de bière, 1,5 dl de vin ou 4 cl de spiritueux), contenant 14 grammes d'alcool chacune.

L'unité d'alcool est une unité de mesure de la quantité d'alcool pur (éthanol, CH3CH2OH) contenue dans un volume donné de boisson alcoolisée. Le nombre d'unités d'alcool contenues dans une bouteille ou une canette apparaît parfois sur les étiquettes de bière, notamment dans les pays anglo-saxons où cette indication est parfois obligatoire.
| Boisson                | Volume du verre | Degré d'alcool | Masse d'alcool |
| ---------------------- | --------------- | -------------- | -------------- |
| Vin, champagne         | 104 mL          | 12 % vol       | 10 g           |
| Pastis pur             | 28 mL           | 45 % vol       | 10 g           |
| Whisky pur             | 31 mL           | 40 % vol       | 10 g           |
| Vin fortifié, apéritif | 69 mL           | 18 % vol       | 10 g           |
| Bière                  | 250 mL          | 5 % vol        | 10 g           |

| Boisson        | Volume du verre (mL) | Volume (once fluide) | Degré d'alcool | Masse d'alcool (gramme) | Volume d'alcool (mL) |
| -------------- | -------------------- | -------------------- | -------------- | ----------------------- | -------------------- |
| Vin, champagne | 142                  | 5                    | 12 % vol       | 13,5 g                  | 17 mL                |
| Pastis         |                      |                      | 45 % vol       |                         |                      |
| Spiritueux     | 43                   | 1,5                  | 40 % vol       | 13,5 g                  | 17 mL                |
| Bière ou cidre | 341                  | 12                   | 5 % vol        | 13,5 g                  | 17 mL                |

## Définition
Une unité d'alcool correspond à 10 grammes d'alcool pur dans la plupart des pays (10 millilitres au Royaume-Uni, soit 8 grammes d'alcool pur),. Un verre standard de débit de boisson contient approximativement une unité d'alcool ; mais ce standard varie selon les pays. En France, les termes verre standard et unité d'alcool sont utilisés de manière synonyme.

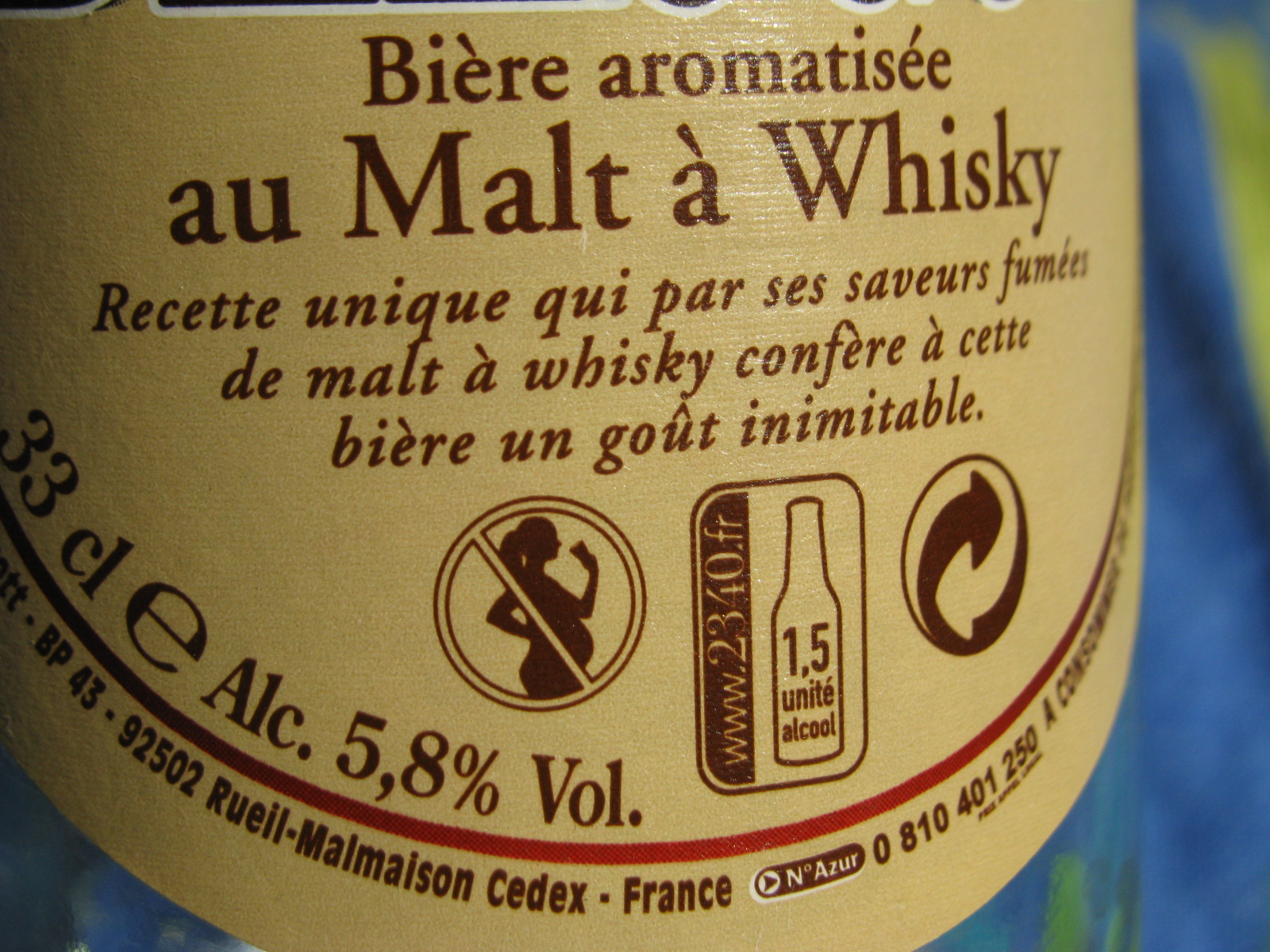
Étiquette de bière
≈ 1,5 unité d'alcool
(0,33 ✕ 0,8 ✕ 5,8 % = 0,0153 kg soit 15,3 g d'alcool pur)

Un adulte peut métaboliser environ 75 % d'une unité française d'alcool en une heure (ou environ 95 % d'une unité britannique).

## Formule
Le degré alcoolique est généralement spécifié en volume. Pour obtenir le degré alcoolique en poids, il faut multiplier le degré alcoolique en volume par la densité de l'alcool, soit 0,8.
La masse d'alcool est égale au volume de boisson multiplié par le degré alcoolique en poids, c'est-à-dire par 0,8 × degré alcoolique en volume.
Par exemple, en France, un demi de bière (0,25 litre) à 5 degrés en volume contient :
{\displaystyle 0,25\times 0,8\times {\frac {5}{100}}=0,01{\text{ kg}}=10{\text{ grammes d'alcool}}=1{\text{ unité d'alcool}}}
De même, un verre standard de 4 cl de whisky à 40 degrés contient :
{\displaystyle 0,04\times 0,8\times {\frac {40}{100}}=0,0128{\text{ kg}}=12,8{\text{ grammes d'alcool}}=1,28{\text{ unités d'alcool}}}

## Quantités
On peut considérer, de façon générale, que les verres de boisson alcoolisée servis dans les débits de boisson contiennent approximativement 1 à 1,5 unité d'alcool, quel que soit le type de boisson. Bien entendu, cette équivalence est grossière et peut varier beaucoup.

### Bière

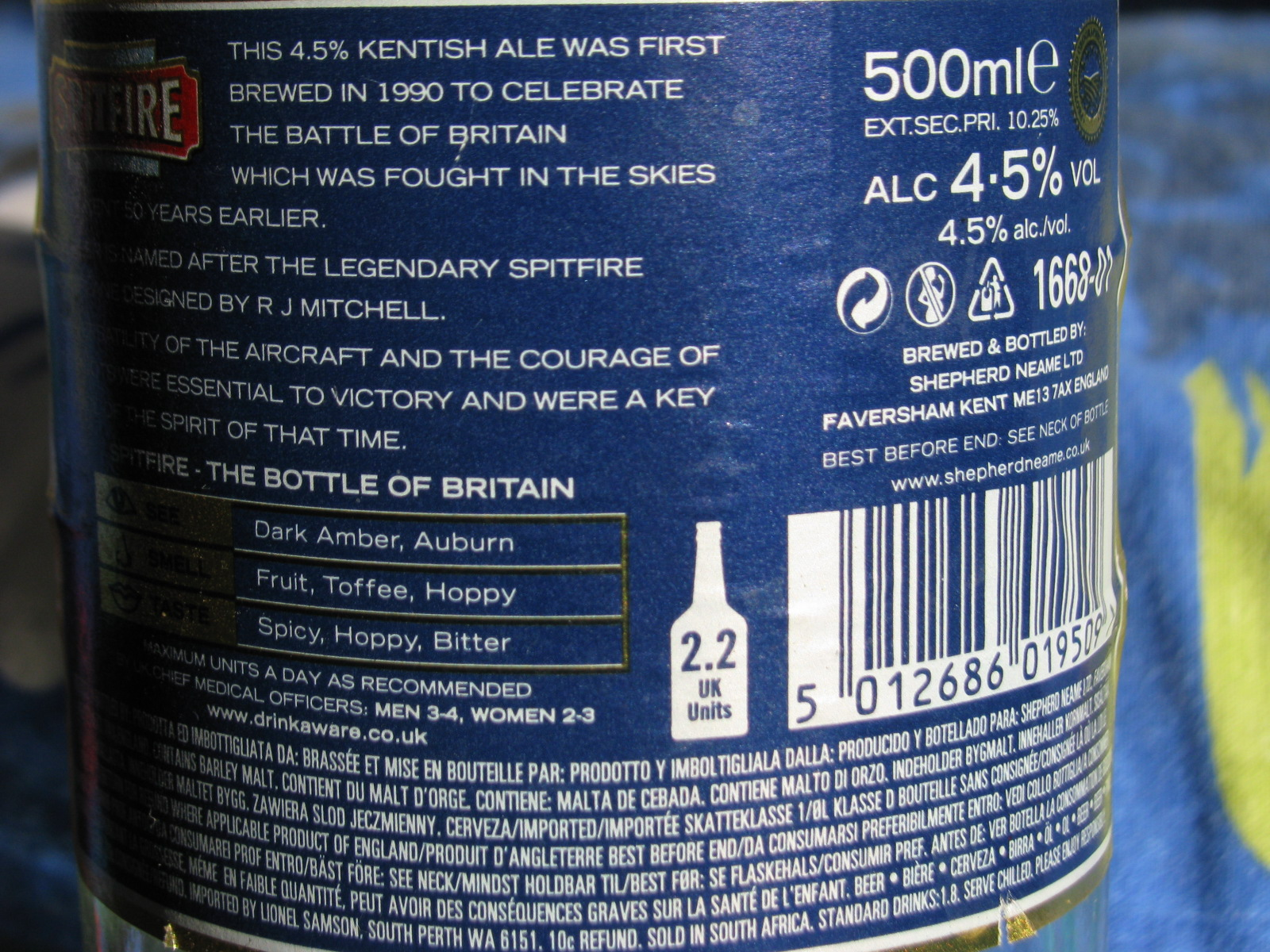
Étiquette de bière ≈ 2,2 unités britanniques (0,5 L ✕ 0,045 = 22,5 ml) d'alcool.

- une demi-pinte (284 ml) de bière britannique avec un degré alcoolique de 3,5 % contient moins d'une unité (≈ 0,8 unité). Mais la plupart des bières sont plus fortes et les pubs servent par exemple des bières allant de 4 % à 5,5 %. Ainsi une pinte (568 ml) de bière à 5 % contient 2,27 unités françaises d'alcool (2,84 unités britanniques) ;
- une canette de 500 ml de bière à 4,5 % contient 1,8 unité (environ 2,2 unités britanniques : Illustration ci-contre) ;
- 500 ml d'une bière, très forte, à 8 % contiennent 3,2 unités ;
- un litre de bière servi à l'Oktoberfest (5,5 % à 6 %) contient de 4,4 à 4,8 unités d'alcool.

### Vin
- un verre de 10 cl de vin à 12,5 % contient 1 unité d'alcool ;
- un ballon (12,5 cl) de vin à  12 % contient 1,2 unité d'alcool ;
- un grand verre (17,5 cl) de vin à 12 % contient environ 1,68 unité d'alcool. Les verres des débits de boisson sont parfois plus grands, avec une contenance pouvant aller jusqu'à 25 cl, soit alors 2,4 unités d'alcool ;
- une bouteille standard de 75 cl à 12 % contient 7,2 unités d'alcool, mais avec un taux de 14,5 %, elle contient 8,7 unités.

## Limites
Depuis 1995, le gouvernement du Royaume-Uni affirme qu'une consommation régulière maximale de 3 à 4 unités par jour pour les hommes, et 2 à 3 unités par jour pour les femmes, est un seuil qui, certes, n'induit pas de risque sanitaire, mais qu'il ne convient ni de recommander ni de franchir.
Auparavant (de 1992 à 1995), les conseils fixaient un taux de 21 unités/semaine pour les hommes et 14 unités/semaine pour les femmes, mais ces valeurs ont été changées car une étude a montré un nouveau comportement à risque : nombreux étaient ceux qui économisaient leurs unités pour les « dépenser » durant le week-end. The Guardian écrivait alors, en 2009, que ces limites n'avaient aucun fondement scientifique.
Une étude internationale concernant 6 000 hommes et 11 000 femmes a prouvé que les personnes buvant plus de 2 unités d'alcool par jour avaient un risque supplémentaire de fracture comparé aux abstinents. Par exemple, celles buvant plus de 3 unités par jour avait deux fois plus de risque d'avoir une fracture de la hanche.
En France, les recommandations de l'Agence nationale de santé publique sont les suivantes :
- la consommation de boissons alcoolisées ne devrait pas excéder 10 verres standards par semaine (deux verres par jour avec deux jours sans boire d'alcool) ;
- pour les jeunes et les adolescents, l'option la plus sûre est de ne pas boire du tout ;
- pour les femmes enceintes, c'est « zéro alcool »[11].

| Pays              | Masse d'alcool (g) | Volume d'alcool (mL) | Notes |
| ----------------- | ------------------ | -------------------- | --- |
| Australie,        | 10                 | 12.7                 | |
| Autriche,         | 20                 | 25.3                 | |
| Belgique          | 10                 | 12.7                 | |
| Canada,           | 13.6 ou 13.5       | 17.2 ou 17           | verre d'alcool standard au Canada. |
| Danemark,         | 12                 | 15.2                 | |
| Finlande          | 12                 | 15.2                 | |
| France            | 10                 | 12.7                 | |
| Allemagne,        | 11                 | 13.8                 | standardglas défini comme contenant 10 – 12 g (valeur centrale utilisée ici) |
| Hong Kong         | 10                 | 12.7                 | |
| Hongrie           | 17                 | 21.5                 | |
| Islande,          | 8                  | 10                   | áfengiseining défini comme 8 g, équivalent de 10 mL |
| Irlande,          | 10                 | 12.7                 | |
| Italie            | 10                 | 12.7                 | unita standard définie comme 10 mL |
| Japon,            | 19.75              | 25                   | "unit (tan'i)". Unité conventionnelle du MHLW, basé sur 1 gō (unit) (approx. 180 mL) de sake. Il n'y a pas de "standard". |
| Japon             | 10                 | 12.7                 | "drink (dorinku)". Introduit vers 2011 pour s'aligner sur le référentiel Audit de l'OMS, et éviter l'unité conventionnelle (20 g) donnant une fausse impression d'une "quantité minimum à boire". N'implique pas d'être un "standard". |
| Pays-Bas          | 10                 | 12.7                 | |
| Nouvelle Zélande, | 10                 | 12.7                 | |
| Pologne           | 10                 | 12.7                 | |
| Portugal          | 11                 | 13.8                 | 10 – 12 g (valeur centrale utilisée ici) |
| Espagne           | 10                 | 12.7                 | |
| Suède             | 12                 | 15.2                 | standardglas correspondant à 33 cl de bière à 5 %, 13 cl de vin, un verre ou shot de 4 cl de liqueur à 40 % |
| Suisse            | 12                 | 15.2                 | |
| Royaume-Uni,      | 8                  | 10                   | unit of alcohol définie comme 10 mL mais traité comme équivalent à 8 g |
| États-Unis,       | 14                 | 17.7                 | standard drink défini comme 0.6 fl oz (US), soit 14 g |